# Asienspiele 2018/Segeln
Bei den Asienspielen 2018 wurden vom 24. bis 31. August 2018 insgesamt zehn Wettbewerbe im Segeln ausgetragen, davon je vier bei den Männern und bei den Frauen sowie je ein gemischter und ein offener Wettbewerb. Austragungsort war die Ancol Beach Marina in Jakarta.

## Bilanz

### Medaillenspiegel
| Platz  | Land     | Gold | Silber | Bronze | Gesamt |
| ------ | -------- | ---- | ------ | ------ | ------ |
| 1      | Japan    | 4    | —      | —      | 4      |
| 2      | China    | 3    | 4      | —      | 7      |
| 3      | Malaysia | 1    | 1      | 3      | 5      |
| 4      | Südkorea | 1    | 1      | 1      | 3      |
| 5      | Singapur | 1    | —      | 1      | 2      |
| 6      | Hongkong | —    | 3      | —      | 3      |
| 7      | Indien   | —    | 1      | 2      | 3      |
| 8      | Thailand | —    | —      | 3      | 3      |
| Gesamt | Gesamt   | 10   | 10     | 10     | 30     |

### Medaillengewinner
Männer
| Disziplin       | Gold                             | Silber                     | Bronze                            |
| --------------- | -------------------------------- | -------------------------- | --------------------------------- |
| Windsurfen RS:X | Bi Kun                           | Michael Cheng              | Lee Tae-hoon                      |
| Laser           | Ha Jee-min                       | Khairulnizam Afendy        | Ryan Lo                           |
| 49er            | Shingen Furuya Shinji Hachiyama  | Chae Bon-jin Kim Dong-wook | Varun Thakkar K. C. Ganapathy     |
| 470er           | Tetsuya Isozaki Akira Takayanagi | Wang Chao Xu Zangjun       | Navee Thamsoontorn Nut Butmarasri |

Frauen
| Disziplin       | Gold                           | Silber                         | Bronze                            |
| --------------- | ------------------------------ | ------------------------------ | --------------------------------- |
| Windsurfen RS:X | Chen Peina                     | Hayley Chan                    | Siripon Kaewduang-ngam            |
| Laser Radial    | Manami Doi                     | Zhang Dongshuang               | Nur Shazrin Mohamad Latif         |
| 49erFX          | Kimberly Lim Cecilia Low       | Varsha Gautham Sweta Shervegar | Nichapa Waiwai Kamonchanok Klahan |
| 470er           | Ai Kondō Yoshida Miho Yoshioka | Wei Mengxi Gao Haiyan          | Nuraisyah Jamil Norashikin Sayed  |

Mixed
| Disziplin | Gold             | Silber                        | Bronze                        |
| --------- | ---------------- | ----------------------------- | ----------------------------- |
| RS:One    | Chen Hao Tan Yue | Rafeek Kikabhoy Ma Kwan Ching | Ilham Wahab Nur Fatin Solehah |
| Laser 4.7 | Fauzi Kaman Shah | Wang Jianxiong                | Harshita Tomar                |